# Jonathan Joestar
Jonathan Joestar ( ジョナサンジョースター Jonasan Jōsutā), también apodado "JoJo", es un personaje ficticio y protagonista principal de la primera parte del manga JoJo's Bizarre Adventure, Phantom Blood.

## Historia de publicación
Jonathan fue el protagonista de la primera parte de popular manga JoJo's Bizarre Adventure, y por lo tanto fue el primer JoJo.
Su nombre está inspirado en un restaurante familiar donde Hirohiko Araki se reunía con su editor, Jonathan’s Coffe & Restaurant.
Araki, quiso que Jonathan fuera algo más que un héroe que reparte golpes a los villanos, él quería que Jonathan fuera un verdadero caballero, un héroe en el sentido amplio de la palabra, alguien dispuesto a sacrificar su propia vida para proteger a los demás, y así fue.
Jonathan aparece en el primer capítulo del primer volumen de Phantom Blood y aparece hasta el final de la primera parte del manga, donde éste muere y su cuerpo es robado por su malévolo hermano adoptivo, Dio Brando.

## Biografía ficticia

### Primeros años
De niño, su madre murió en un accidente de carruaje. Ese mismo accidente trajo indirectamente a Dio Brando en su vida, porque Dario Brando, el padre de Dio, sin saberlo, salvó al padre de Jonathan, mientras se disponía a robar al carruaje destrozado. Doce años más tarde, Darío al parecer muere de enfermedad y Dio se va con los Joestars. Dio, a pesar de que Jonathan trata de que sean amigos, se convertirá en su enemigo tanto como un rival de la infancia como un enemigo no-muerto. A la temprana edad de 12 años, cuando Dio entra en su vida, conoce y se enamora de Erina Pendleton. Sin embargo, Dio rompe esta relación a través de sus malos caminos besando a Erina en frente de todos y haciendo alarde de ello. Dio sigue atormentando Jonathan y más tarde incluso mata a su perro, Danny, quemándolo vivo en represalia por la golpiza que recibió de parte de JoJo cuando supo lo que le había hecho a Erina.

### Máscara de Piedra
Sin embargo, Jonathan es capaz de mantener su cordura y sus estudios de arqueología. Entre sus intereses está la investigación de una máscara de piedra de Mesoamérica que forma parte de la finca. Curiosamente, los brotes de clavos de la máscara perforan el cráneo del usuario si la sangre humana lo toca. Finalmente, después de ocho años, Jonathan se vuelve contra Dio cuando descubre que Dio envenenó a su propio padre con una sustancia que imita la enfermedad, y su complot para envenenar a George de la misma manera y hacerse cargo de la fortuna familiar. Así JoJo viaja a la calle Ogre en Londres con el fin de encontrar un antídoto, que encuentra gracias a la ayuda de su nuevo compañero, Robert E. O. Speedwagon el líder de una banda de ladrones. En su encuentro fatídico una vez Dio es descubierto y está a punto de ser arrestado, éste apuñala a George quien se antepone en la trayectoria de la daga que iba a dirigida a Jonathan, -mientras que usa la máscara- Dio ha aprendido que la máscara no es un dispositivo de asesinato, sino un medio para que el usuario renuncie a la humanidad y a la mortalidad para convertirse en un poderoso vampiro.

### Batalla contra Dio
En el primer enfrentamiento con este nuevo monstruo, Jonathan va ganando, pero en su desesperación por destruir a Dio, Jonathan prende fuego a la mansión. Durante la batalla, Jonathan, desesperado por las pérdidas ocasionadas, agarra a Dio y lo tira varios pisos hacia abajo, en la última estancia le empalma en una estatua de la diosa. Sin embargo, Jonathan sufre horribles quemaduras y es trasladado a un hospital, mientras que Dio es capaz de escapar sin ser visto. Robert E. O Speedwagon ve que Jonathan está siendo cuidado y descubre que la enfermera que le cuidaba es Erina, que había ido a la India después de que Dio la hiciese caer en desgracia y perdieran su relación, pero aun así no está apagada la llama del amor. Poco después de ser dado de alta del hospital, Jonathan se encuentra a Will A. Zeppeli, que le enseña a usar las técnicas del Hamon con el fin de derrotar a Dio. Viaja con Zeppeli y Speedwagon a la ciudad de Wind Knights para hacer frente a Dio. En su búsqueda se enfrenta a muchos enemigos, como Jack el Destripador, Bruford o Tarkus, y una vez más logra derrotar al parecer al vampiro.

### El Hamon final
Poco después de la batalla en Wind Knights, Jonathan y Erina se casan, y suben a bordo de un barco hacia los Estados Unidos para pasar la luna de miel. Su viaje se ve interrumpido por un ataque de Dio y su secuaz, ahora sólo con la cabeza cortada de su hermano dio en sus brazos,Jonathan se sacrifica y permanece a bordo del barco que se hunde en un intento de tomar Dio junto con él. Antes de morir le dice a su esposa Erina que salve a un bebé que se encontraba con ellos y Erina consigue huir metida dentro de un ataúd.
Su cuerpo sería robado por Dio y cien años después, Dio saldría de nuevo a la superficie, comenzando una serie de eventos que desencadenarían el nacimiento de sus hijos, Donatello Versus, Ungalo, Rikiel y el más importante, Giorno Giovanna que sería el protagonista principal de la quinta parte del manga, Vento Aureo, los eventos de Stardust Crusaders y plantaría las semillas de los acontecimientos de Stone Ocean.

## Otros medios
Jonathan aparece en la primera temporada del anime JoJo's Bizarre Adventure: The Animation ya que su arco se adapta en los primeros nueve episodios para continuar con Battle Tendency en el resto del anime.
También aparece en los videojuegos de JoJo's Bizarre Adventure: Phantom Blood, JoJo's Bizarre Adventure: Heritage for the Future, JoJo's Bizarre Adventure: All Star Battle, JoJo's Bizarre Adventure: Eyes of Heaven, etc.. También en el juego para Android y iOS, JoJo's Bizarre Adventure: Diamond Records.
Aparece como personaje jugable en el videojuego exclusivo de PlayStation, J-Stars Victory VS.